# Sergio Rochet
Artikeln följer den spanska namnseden; faderns efternamn är Rochet och moderns efternamn Álvarez.
Sergio Ramón Rochet Álvarez, född 23 mars 1993, är en uruguayansk fotbollsmålvakt som spelar för Nacional och Uruguays landslag.

## Landslagskarriär
Rochet debuterade för Uruguays landslag den 27 januari 2022 i en 1–0-vinst över Paraguay.
I november 2022 blev Rochet uttagen i Uruguays trupp till VM 2022.

## Meriter
Nacional
- Vinnare av Primera División de Uruguay: 2019, 2020, 2022.
- Vinnare av Supercopa Uruguaya: 2021